# Kelly Brook
Kelly Ann Parsons (Rochester, Kent, 23 de novembro de 1979), artisticamente conhecida como Kelly Brook, é uma atriz e modelo britânica.

## Primeiros anos
Brook nasceu e cresceu em Rochester, Kent, Inglaterra. Ela é filha de Sandra, uma cozinheira, e Kenneth Parsons, um montador de andaimes. Ela tem um irmão mais novo, Damian, e uma irmã mais velha, Sasha. Kenneth morreu aos 57 em Rochester de câncer de pulmão, no dia 26 de novembro de 2007.
Brook frequentou a escola Aveling Thomas em Warren Wood, Rochester. Ela, então, estudou na Italia Conti Academy of Theatre Arts, em Londres por três anos antes de se tornar uma modelo profissional.

## Carreira

### Como modelo
A carreira de modelo de Brook começou aos 16 anos, depois de vencer um concurso de beleza, no qual ela foi inserida por sua mãe. Mais tarde, ela trabalhou em uma série de campanhas de publicidade, inclusive para Foster's Lager, Renault Megane, Walkers crisps, Piz Buin e Bravissimo, uma empresa especializada em sutiãs e lingerie para as mulheres. Sua aparência eventualmente chamou a atenção da equipe editorial do tablóide Daily Star, que começou apresentando ela como uma menina Page Three.
As fotos de Brook começaram a aparecer em revistas tais como GQ, Loaded e FHM. Em abril do mesmo ano, uma pesquisa para a revista Grazia, considerou ela entre 5.000 mulheres de ter o melhor corpo feminino britânico. Ela também liderou a FHM 100 Mulheres mais sexy do Mundo listado em 2005, que se diz ter entrevistado 15 milhões de pessoas. Que aparecem nesta lista todos os anos desde 1998, ela foi classificada 34ª em 2008, 67ª em 2009 e 7ª em 2010. Ela foi a estrela da capa da FHM's World Cup 2010 edição especial, e estava na capa da revista em abril de 2011.
Em 2006, ela assinou um contrato, informou que vale cerca de 1 milhão de libras, para apresentar pulverização da Unilever's Lynx, conhecida como "Axe" nos EUA e na Europa continental. Ela já apareceu em outdoors, nos jornais on-line como parte de sua campanha publicitária. Ela também apareceu em comerciais para o Sky+ e T-Mobile, e modelada para o Reebok.
Em 2010, ela foi escolhida como o "novo rosto e corpo" da campanha de lingerie Ultimo. Em setembro de 2010, Brook apareceu na edição americana da revista Playboy. Em outubro de 2010, Kelly Brook apareceu ao vivo em uma casa de Clapham para surpreender cinéfilos como parte de uma promoção para Carlsberg e 3D Sky. em novembro de 2010, Brook apresentou um prêmio no EMA (MTV) da MTV, em Madrid.
Brook produz sua própria linha de moda de praia, com olhares novos, que foi modelado por ela mesma.

### Na televisão
Em 1997, aos 18 anos, Brook começou a apresentar programas de televisão na MTV, Granada Television e no canal de TV Trouble.
Brook teve um avanço em apresentar mainstream em Janeiro de 1999, quando foi escolhida para substituir Denise van Outen como a metade feminina da equipe de The Big Breakfast, ao lado de Johnny Vaughan. Ela deixou o show em julho de 1999.
Em 2005, ela organizou o programa de TV Love Island.

### Em reality shows
Em 2007, Brook participou da competição de dança Dancing with the Stars na BBC One, o seu parceiro de dança foi Brendan Cole. Durante a série de TV, seu pai Kenneth Parsons morreu de câncer, e embora no início ela decidiu continuar dançando em sua memória, ela se retirou da competição em nove semanas.
Ela também competiu no Dancing with the Stars, dançando o Jive com Brian Fortuna, Brendan Cole seu primeiro parceiro teve que dançar com Lisa Snowdon. Brook e Fortuna foram colocados em quarto lugar, mas com o voto da platéia, eles vieram em seguida de Jill Halfpenny e Darren Bennett.
Em 2008, Brook ocorreu Jennifer Ellison como um dos três juízes da segunda série do programa de reality show Dirty Dancing: The Time of Your Life, entre setembro e novembro de 2008.
Em janeiro de 2009, ela participou da terceira temporada de Britain's Got Talent como juíza, mas foi posteriormente retirada do programa depois de menos de uma semana, os produtores terem decidiram que o formato de quatro juízes foi "muito complicado". Brook foi anunciada como uma jurada convidada no episódio em que ela aparece, gravado em Manchester e foi ao ar em 16 de Maio. Em outubro de 2009, Brook afirmou que Ant & Dec do Britain's Got Talent tinham sido a causa de sua remoção como a quarta juíza. Ela alegou que foi convidada a abandonar o show depois que ela virasse o par.

### Como atriz
Em 1997, ela apareceu em um clipe da banda Pulp, chamado Help the Aged com Huck Whitney da banda The Flaming Stars, em uma seqüência de dança lenta.
Brook fez sua estreia na telona com um pequeno papel no filme Sorted. Pouco tempo depois, ela apareceu no filme Ripper. Ela interpretou a namorada de Clark Kent/Lex Luthor em quatro episódios da série de ficção científica, Smallville durante a primeira temporada da série (2001-2002). Ela também fez uma breve aparição como a namorada de Lyle no filme The Italian Job de 2003.
Seu primeiro papel foi em School for Seduction, um filme de 2004 que recebeu críticas positivas por seu papel. Em 2004, ela interpretou a personagem Nikki Morris para o Jogo de videogame Need for Speed: Underground 2 ao lado de Brooke Burke. Em 2005, ela apareceu no filme House of 9.
Em 2006, ela estrelou um drama Marple e apareceu como ela mesma na série Moving Wallpaper, também para ITV em 2009. Ela atuou na ciência no fictício Shadow Play, dirigido por Nick Simon. Em 2009, esteve na série Renaissance.
Brook foi uma das protagonistas no filme de terror Piranha 3D. O filme recebeu um lançamento mundial que foi no dia 20 de agosto de 2010. Piranha 3D arrecadou 83,188,163 de dólares com um orçamento de 24 milhões de dólares.

### No teatro
Em dezembro de 2000, ela interpretou Anya, uma dançarina exótica no "Eye Contact" em Hammersmith. Em outubro de 2008, ela voltou para o extremo oeste como Jeannie em Fat Pig no Harold Pinter Theatre. Suas performances têm tido críticas mistas.
Em novembro de 2009, ela começou a interpretar Celia em Calendar Girls no Noel Coward Theatre, um papel anteriormente interpretado por Jerry Hall.

### No rádio
Desde janeiro de 2019, Kelly apresenta, juntamente com Jason King, os programas Heart London Drivetime e Saturday Breakfast. 

## Vida pessoal
Brook teve um relacionamento de sete anos com o ator Jason Statham, que acabou em 2004. Brook encontrou o ator americano Billy Zane enquanto filmava Survival Island na Grécia em 2004. Brook e Zane estavam prestes a se casar em 2008 e adquiriu uma casa em Kent, mas Brook adiou o casamento após a morte de seu pai em novembro de 2007. O casal se separou em abril de 2008 e rapidamente voltaram antes de terminar o relacionamento em agosto de 2008.
Brook e Thom Evans estavam namorando desde dezembro de 2010. Em 16 de Março de 2011, ela anunciou através de seu Twitter que ela e Evans estavam esperando uma menina. No entanto, foi anunciado em 9 de maio de 2011 que Brook sofreu um aborto espontâneo. Em 1 de fevereiro de 2013, Brook anunciou através de seu Twitter que ela e Evans se separaram. Atualmente namora o jogador Jeremy Parisi .
Brook é um amante dos animais e posou nua com seu corpo pintado para a campanha da PETA.

## Filmografia

##### Filmes
| Ano  | Título                             | Papel                    | Notas                 |
| ---- | ---------------------------------- | ------------------------ | --------------------- |
| 2000 | Sorted                             | Sarah                    |                       |
| 2001 | The (Mis) Adventures of Fiona Plum | Fiona Plum               | Telefilme             |
| 2001 | Ripper                             | Marisa Tavares           |                       |
| 2003 | Absolon                            | Dr. Claire Whittaker     |                       |
| 2003 | The Italian Job                    | namorada de Lyle         | Participação especial |
| 2003 | Eye Contact                        | Anya                     | Curta-metragem        |
| 2004 | School for Seduction               | Sophia Rosselini         |                       |
| 2005 | House of 9                         | Lea                      |                       |
| 2005 | Romy and Michele: In the Beginning | Linda Fashiobella        | Telefilme             |
| 2005 | Deuce Bigalow: European Gigolo     | Mulher bonita em Pintura | Participação especial |
| 2005 | Survival Island                    | Jennifer                 |                       |
| 2006 | Marple: The Moving Finger          | Elsie Holland            | Telefilme             |
| 2006 | In the Mood                        | Eva                      | Curta-metragem        |
| 2007 | Fishtales                          | Neried                   |                       |
| 2010 | Piranha 3D                         | Danni Arslow             |                       |
| 2010 | Removal                            | Kirby                    |                       |
| 2012 | Keith Lemon: The Film              | Ela mesma                |                       |
| 2014 | Taking Stock                       | Kate                     |                       |

##### Televisão
| Ano  | Título                   | Papel                   | Notas                         |
| ---- | ------------------------ | ----------------------- | ----------------------------- |
| 2002 | Smallville               | Victoria Hardwick       | 4 episódios                   |
| 2007 | Hotel Babylon            | Lady Catherine Stanwood | Episódio: "2.3"               |
| 2009 | Moving Wallpaper         | Ela mesma               | 5 episódios                   |
| 2009 | Renaissance              |                         | Episódio: "Piloto"            |
| 2009 | Britain's Got Talent     | Juíza                   | 2 episódios                   |
| 2011 | Skins                    | Jemima                  | Episódio: "Mini"              |
| 2012 | Metal Hurlant Chronicles | Skarr                   | Episódio: "Master of Destiny" |
| 2012 | Lemon La Vida Loca       | Ela mesma               | 4 episódios (2012-2013)       |
| 2013 | NTSF:SD:SUV              | Anna                    | Episódio: "U-KO'ed"           |
| 2013 | Trollied                 | Ela mesma               | Episódio: "#3.9"              |
| 2015 | One Big Happy            | Prudence                |                               |
| 2015 | Celebrity Juice          | Ela mesma               |                               |